# دیملزه
دیملزه (به آلمانی: Diemelsee) یک شهر در آلمان است که در والدک-فرانکنبرگ واقع شده‌است. دیملزه ۵٬۳۱۷ نفر جمعیت دارد.